# Kandie
Kandie (též Kandia) je odlehlá osada města Brna, součást městské části Brno-Líšeň. Nachází se na jižním okraji katastrálního území Líšeň, mezi Líšní, Slatinou a Podolím. Je tvořena osmi popisnými čísly v ulici Malečkově.

## Historie
Osada vznikla původně jako zájezdní hostinec při staré cestě z Brna do Olomouce. S vybudováním nové císařské cesty o něco jižněji (dnes silnice II/430) však postupně ztrácela na významu. 
Čtyři dny před bitvou u Slavkova zde pobýval francouzský císař Napoleon se svým generálním štábem.